# Jeanne Balibar
Jeanne Balibar, född 13 april 1968 i Paris, är en fransk skådespelare.
Balibar har bland annat medverkat i filmerna Grace of Monaco och Les Misérables. Hon har även medverkat i TV-serien Franklin.
Hon är dotter till filosofen Étienne Balibar. Mellan 1996 och 2003 hade hon en relation med skådespelaren Mathieu Amalric. Tillsammans har de två söner.

## Filmografi (i urval)
- 2008 – Bonjour Sagan
- 2009 – Panik i byn
- 2014 – Grace of Monaco
- 2017 – Barbara
- 2019 – Les Misérables (2019)
- 2023 – De oönskade
- 2023 – Låt mig gå
- 2024 – Franklin (TV-serie)
- 2025 – Det började med min mamma